# رالف استونر وولف
رالف استونر وولف (انگلیسی: Ralph Stoner Wolfe; ۱۸ ژوئیهٔ ۱۹۲۱ – ۲۶ مارس ۲۰۱۹) اهل ایالات متحده آمریکا بود.
وی همچنین برندهٔ جوایزی همچون کمک‌هزینه گوگنهایم و جایزه سلمان واکسمن در میکروبیولوژی شده‌است.